# Трипп, Рон
Рон Трипп (род. апрель 1953, Батл-Крик, Мичиган) — американский самбист и дзюдоист, серебряный (1993) и бронзовый (1986, 1987, 1990) призёр чемпионатов США по дзюдо, серебряный (1988, 1989) и бронзовый (1990) призёр чемпионатов мира по самбо, тренер по смешанным боевым искусствам. По самбо выступал во второй средней весовой категории (до 90 кг).
В 2000-2004 годах был членом Олимпийского комитета США. В 2000-2008 годах был президентом Федерации дзюдо США. В 2006 году основал профессиональную компанию MMA «C3Fights». В Оклахома-Сити лично тренировал таких бойцов, как Джо Стивенсон и Мелвин Гиллард.

## Спортивные результаты
- Чемпионат США по дзюдо 1986 года — ;
- Чемпионат США по дзюдо 1987 года — ;
- Чемпионат США по дзюдо 1990 года — ;
- Чемпионат США по дзюдо 1993 года — ;